# Superpohár UEFA 2005
Třicátý ročník Superpoháru UEFA byl odehrán na Monackém stadionu Stade Louis II., kde se pravidelně hrál pravidelně již od roku 1998. Ve vzájemném zápase se střetli 26. srpna 2005 vítěz Ligy mistrů UEFA v ročníku 2004/05 – Liverpool FC a vítěz Poháru UEFA ve stejném ročníku – CSKA Moskva.

## Zápas
| 26. srpna 2005 20.45 CET         |                      |              |                                                |
| Liverpool FC                     | 3 : 1 po prodloužení | CSKA Moskva  | Stade Louis II., Monako rozhodčí: René Temmink |
| Cissé 82', 103' Luis García 109' | report               | 28' Carvalho | Stade Louis II., Monako rozhodčí: René Temmink |

| Liverpool FC:  |    |                         |     |     |
|                |    |                         |     |     |
| B              | 25 | Pepe Reina              |     |     |
| PO             | 17 | Josemi                  | 50' |     |
| SO             | 23 | Jamie Carragher         |     |     |
| SO             | 4  | Sami Hyypiä             | 73' |     |
| LO             | 6  | John Arne Riise         |     | 79' |
| DZ             | 16 | Dietmar Hamann          |     |     |
| PZ             | 3  | Steve Finnan            |     | 55' |
| SZ             | 14 | Xabi Alonso             |     | 70' |
| LZ             | 30 | Boudewijn Zenden        | 38' |     |
| Ú              | 10 | Luis García             |     |     |
| Ú              | 19 | Fernando Morientes      |     |     |
| Náhradíci:     |    |                         |     |     |
| B              | 20 | Scott Carson            |     |     |
| O              | 28 | Stephen Warnock         |     |     |
| Z              | 22 | Mohamed Sissoko         |     | 70' |
| Ú              | 9  | Djibril Cissé           |     | 79' |
| Ú              | 24 | Florent Sinama Pongolle | 95' | 55' |
| Trenér:        |    |                         |     |     |
| Rafael Benítez |    |                         |     |     |

| CSKA Moskva:     |    |                    |      |     |
|                  |    |                    |      |     |
| B                | 35 | Igor Akinfejev     |      |     |
| PO               | 15 | Chidi Odiah        |      | 90' |
| SO               | 4  | Sergej Ignaševič   |      |     |
| SO               | 24 | Vasilij Berezuckij |      |     |
| LO               | 6  | Alexej Berezuckij  |      |     |
| DZ               | 22 | Jevgenij Aldonin   |      |     |
| PZ               | 17 | Miloš Krasić       |      | 85' |
| SZ               | 25 | Elvir Rahimić      |      |     |
| LZ               | 18 | Jurij Žirkov       |      | 66' |
| Ú                | 7  | Daniel Carvalho    |      |     |
| Ú                | 11 | Vágner Love        |      |     |
| Náhradníci:      |    |                    |      |     |
| B                | 1  | Benjamin Mandrykin |      |     |
| Z                | 2  | Deividas Šemberas  |      | 66' |
| Z                | 8  | Rolan Gusev        |      | 90' |
| Z                | 10 | Dudu Cearense      | 101' | 85' |
| Ú                | 13 | Sergej Samodin     |      |     |
| Trenér:          |    |                    |      |     |
| Valerij Gazzajev |    |                    |      |     |

| Muž zápasu: Djibril Cissé (Liverpool) Asistenti: Adriaan Inia Rob Meenhuis Čtvrtý rozhodčí: Eric Braamhaar |

## Vítěz
| Superpohár UEFA 2005 Liverpool FC 3. vítězství |